# Mario Boni
Mario Boni, (nacido el 30 de junio de 1963 en Codogno, Italia) es un exjugador italiano de baloncesto. Con 2.00 de estatura, su puesto natural en la cancha era el de escolta. 

## Trayectoria
- U.C. Piacentina (1982-1983)
- Pallacanestro  Vigevano (1983-1985)
- Montecatini S.C. (1985-1994)
- Memphis Fire (1994)
- Yakima Sun Kings (1994)
- Montecatini S.C. (1995-1996)
- Aris Salónica BC (1996-1998)
- Pallacanestro Virtus Roma (1998-1999)
- Cantabria Lobos (1999-2000)
- Roseto Basket (2000-2002)
- Teramo Basket (2002-2004)
- Aurora Jesi (2004-2005)
- Virtus Pallacanestro Bologna (2005)
- RB Montecatini (2005-2006)
- U.C. Casalpusterlengo (2006-2008)
- U.C. Piacentina  (2008-2010)
- C.C.S.A. Arese (2010)
- Forti e Liberi Monza (2010-2011)
- Basket Roveleto (2011-2012)